# ミズグモ
ミズグモ（水蜘蛛、学名：Argyroneta aquatica）は、節足動物門クモ綱クモ目に属するクモの1種。世界で唯一水中生活をするクモである。水際で生活するクモや、時々水中で活動するクモは珍しくないが、水中生活と言って良いのはこの種だけである。
1科1属1種で、ミズグモ1種でミズグモ科、ミズグモ属を構成する（単型）とされるが、ナミハグモ科（Cybaeidae）に分類されることもある。

## 特徴
ミズグモは、1cm程度の大きさの黒っぽい体色のクモである。全身が毛深いことを除けば、外見上は近縁のタナグモ科のものとほとんどかわらない。
体長は雌雄とも8-15mm、頭胸部は赤褐色、腹部は灰色から黒褐色、特に斑紋はない。歩脚も褐色から黒褐色。背甲前方に2列8個の眼が並ぶ。頭胸部は卵形、腹部は楕円形、篩疣も間疣もない。
形態的には水中生活にふさわしいような特徴があまりない。ただ、第3・第4脚の腿節内側に長い毛を密生する。これは水中活動する際に空気を抱える部位に当たる。また。気管気門が一般のクモでは腹部腹面後方の糸疣近くにあるのに対して、ミズグモではほぼ中央にあり、空気を抱える後方歩脚間に近いのも、水中生活への適応ともとれる。
日本固有亜種（A. a. japonica）が記録されているが、これについてはまだ確定的ではなく、変異の範囲とも見られている。

## 生態など
水中を泳ぐときには、体の表面を覆う微毛の間に空気の層ができるので、銀色に光って見える。水中では水草をたどって歩き、また足を掻いて泳ぐことができる。ヨコエビなどの小型の甲殻類や水生昆虫といった水中の小動物を捕らえて餌とする。
また、水中に巣を作る特性がある。巣は糸を重ねてできた膜によるドームで、ここに空気を蓄え、その中で休息する。空気は水面に出て、後ろ足の間と腹部の微毛の間に通常より厚い空気の層を抱えるようにして潜り、巣内に放すことを繰り返して集める。餌はこの巣に持ち帰って食べる。卵嚢もこの巣の中に作る。幼生はふ化後はそのまま水中に出て、巣を作って水中生活を始め、バルーニングは行わない。
ただし、水中生活への適応は、ゲンゴロウなどの水生昆虫のように完全なものではなく、時折り陸上に出て体を乾かさなければならない。水槽内で飼育する時は、水草などが入っていても、水面から出ていられる場所を作らないと、次第に体の表面に空気を維持できなくなり、沈んでしまう。この段階で水の外に取り出し、体を乾かしてやれば回復するが、放っておくと溺死する。

## 分布
ヨーロッパから日本を含むアジアまで、旧北区に広く分布する。上記のように、この種はバルーニングを行わないため、この広い分布がどのように実現されたのかは不明。
日本では、1930年に京都市の深泥池で吉沢覚文（当時中学3年）が初めてミズグモを発見・採集した。彼はタヌキモを採集観察中にこれを発見し、『子供の科学』で見たミズグモを思い出して調べたところ、どうやらそれらしいと判断、ところが周囲の誰に聞いても「日本にミズグモはいない」と言われたという。しかし博物科担当教諭であった秋山蓮三、清水初太郎が実物を見た上で岸田久吉に連絡、岸田は京都に出向いてこれを観察、ヨーロッパのミズグモと同じ種であると確認、新聞紙上をにぎわすまでのニュースとなった。
それから数十年の間、2回目が1941年の北海道厚岸、3回目が1977年にまた京都と、きわめてまれに報告されるだけであった。その後全国で発見例が増え、北海道から九州まで分布することが判明した。北海道道東地方では確実な観察例が多いが、継続的な生息を確認できない所が多い本州以南では絶滅が危惧されている。
生息場所はきれいな湿原や池の浅くて水草が多い場所で、大型魚のいない場所でなければならない。ミズグモの生息する水域はpHとDO（溶存酸素）の値が低く、特にDOは魚の生息のできないほどの低値であり、これによってミズグモは天敵の魚から逃れていると考えられている。
環境省のレッドデータでは絶滅危惧II類に指定されている。
『青い鳥』の作家として知られるモーリス・メーテルリンクは、子どもの頃に出会ったミズグモをテーマに「L'Araignée de verre（ガラス蜘蛛）」という作品を残している。それによると、彼が生まれ育ったベルギーの河港都市ヘントの郊外の沼地などにはミズグモが生息していて、祖父は「銀色の蜘蛛たち」と呼んでいたという。

## 間違われやすいクモ
日本でミズグモが観察されることは北海道道東地方を除くとかなり少ないが、それ以外の各地でミズグモを見たとの観察談は珍しくない。それらは大抵の場合、違うクモと見誤ったものが多く含まれると考えられる。
よく間違えられるのは、キシダグモ科に属するハシリグモの仲間である。イオウイロハシリグモ、スジブトハシリグモなどである場合が多い。いずれも大柄でたくましい体格のクモで、地上や草の上を歩き回って昆虫などを捕食する。また走るのが速く、運動性に富む。上記の2種は、特に池や水田の周辺に生息し、よく水面にアメンボのように浮かび、走りまわることがある。何かに驚くと水中に飛び込み、水底に潜る。水中では、体表に空気の層ができて銀色に見えるのもミズグモと同じである。また、アオグロハシリグモは渓流の周辺に生活し、やはり水中に潜ることがある。
これらのクモは、水面や水中を行動できるだけでなく、時には水生動物を捕らえることがある。水田のオタマジャクシを捕らえた例や、金魚の養殖槽へ金魚の稚魚を捕らえに入ったりすることが知られている。また、水面を足で叩き、小魚を誘って捕らえるとの観察がある。
他に、コモリグモ類も水辺に生息する種が多く、水面に走り出る場合がある。
それ以外にも、アメンボの別名としてミズグモを使う場合、ウミグモを誤ってミズグモと呼ぶこともあるようである。また、水蜘蛛といえば、忍者が水面を渡るのに用いたという器具の名でもある。

## 伝承
松谷みよ子の『現代民話考』などで、「水くも」と呼ばれる怪異が報告されている。
川岸にいると、足や木の根に絹の様な糸が巻きつき、水中に引き込まれる。
青い蜘蛛が足に糸を巻きつける様子が記述されている。
後述の例と異なり、糸の主は目撃されていない。
道端に魚が沢山落ちているが良くみると、絹のような糸がついていて、辿ると近くの田んぼの真ん中にいる「人」の手から糸が伸びている。
人型の「それ」は白い者であったり、泥まみれであったりする。
魚の他に鳩やイタチの死骸である場合もある。
河童の仕業とも言われるが定かでない。